# Річкова камбала
Річкова камбала (Platichthys) — рід риб родини Камбалових (Pleuronectidae).

## Види
Містить три види:
- Platichthys flesus (Linnaeus, 1758) — Глось
- Platichthys stellatus (Pallas, 1788) — Камбала зірчаста
- Platichthys solemdali, Momigliano, Denys, Jokinen & Merilä, 2018 .